# Phtheochroa natalica
Phtheochroa natalica es una especie de polilla de la familia Tortricidae. 

## Distribución
Se encuentra en Sudáfrica.